# Hospital Vell (Arbeca)
Hospital Vell és una obra del municipi d'Arbeca (Garrigues) inclosa en l'Inventari del Patrimoni Arquitectònic de Catalunya.

## Descripció
Casa de planta baixa i primer pis que es troba força ben conservada. La façana està feta amb carreus de pedra irregulars i als llocs destacats com finestres, els angles o d'altres obertures s'hi han posat grans carreus ben escairats. La porta és gran, de pedra feta amb dovelles datada el 1696. Al primer pis hi ha una balconada i un finestral amb un petit ampit motllurat de gust renaixentista. Conserva també les grosses mènsules que semblen sostenir l'estructura del balcó. La coberta és de teula.

## Història
En origen hi havia un hospital que es destrueix el 1640, possiblement ocupava el mateix solar que l'hospital construït el 1696. Normalment hi havia un llit i els administradors eren el rector i el degà de l'ajuntament. Al s. XVIII fou renovat pel comte-duc de Cardona. Per una ordre reial del 3 d'abril de 1846 fou suprimit i traslladat a les Borges Blanques. De 1949 a 1961 s'hi ubicaren les dependències de l'Ajuntament. El 1966 fou venut a un particular: Antoni Timoneda.